# Şeydī
Şeydī (persiska: صيدی, صَيادی, صَيّاد, صَيّادی, صِيد) är en ort i Iran.   Den ligger i provinsen Bushehr, i den södra delen av landet, 900 km söder om huvudstaden Teheran. Şeydī ligger 636 meter över havet och antalet invånare är 482.
Terrängen runt Şeydī är huvudsakligen kuperad, men den allra närmaste omgivningen är platt.Runt Şeydī är det ganska glesbefolkat, med 31 invånare per kvadratkilometer. Närmaste större samhälle är Jam, 2,8 km sydost om Şeydī. Omgivningarna runt Şeydī är i huvudsak ett öppet busklandskap.